# Уберландія

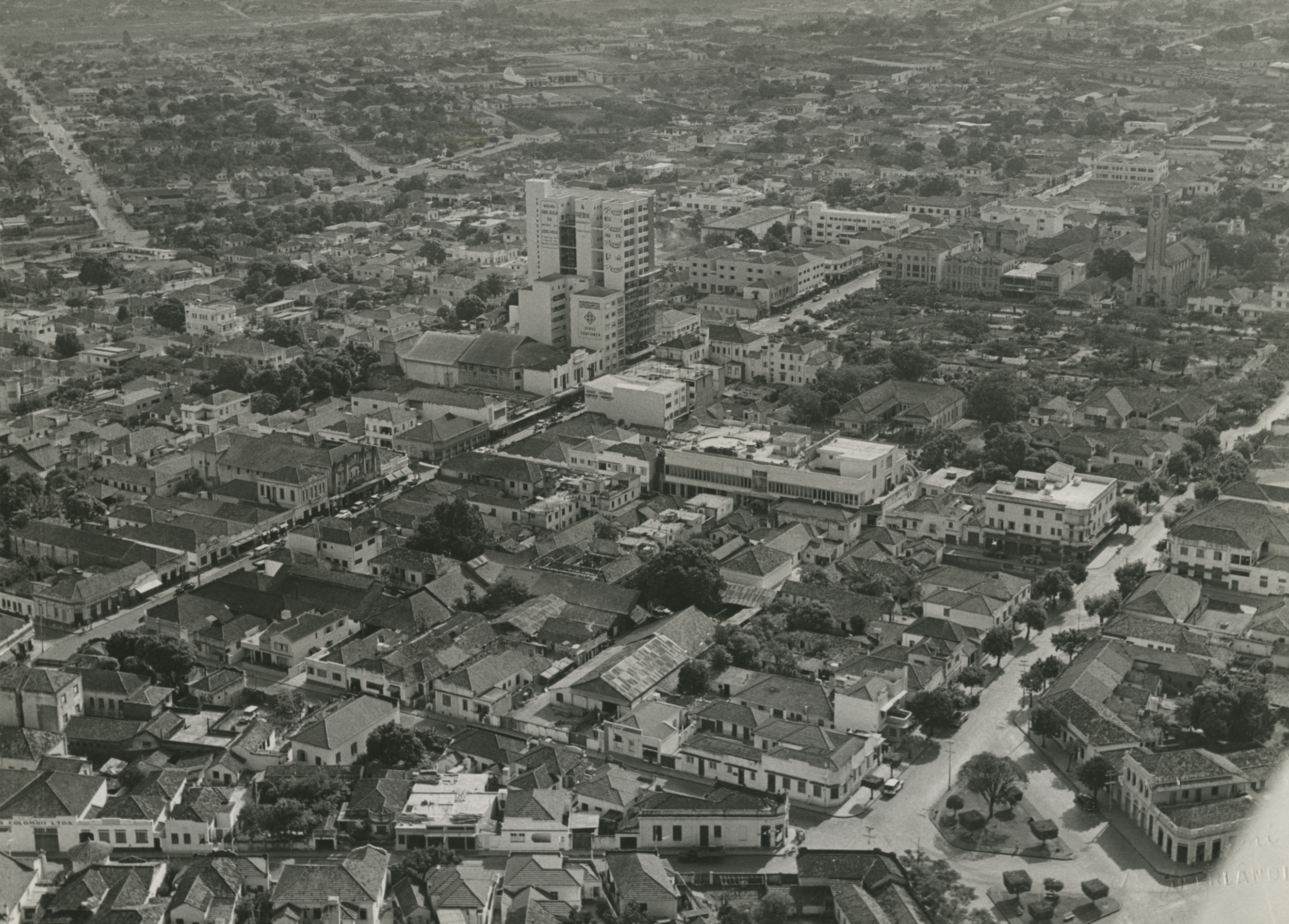
Уберландія, 1969. Національний архів Бразилії.

Уберландія — муніципалітет у штаті Мінас-Жерайс у Бразилії. Це другий за величиною муніципалітет у штаті Мінас-Жерайс після столиці. У 2022 році його населення становило 713 224 особи. Місто розташоване на Бразильському нагір'ї . Це важливий логістичний вузол між Сан-Паулу та Бразиліа. Місто має вісім охоронюваних зон тропічної савани.

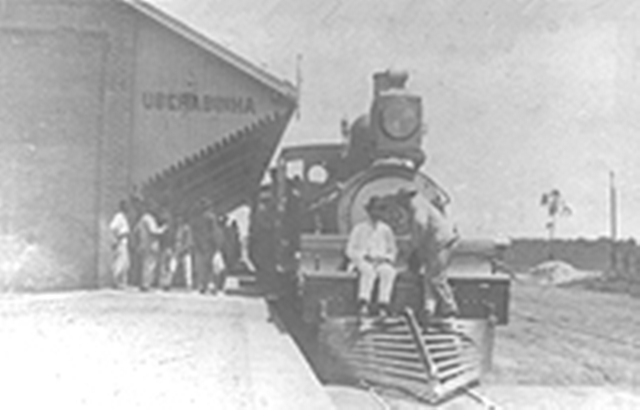
Залізнична станція у 1895 році

## Географія

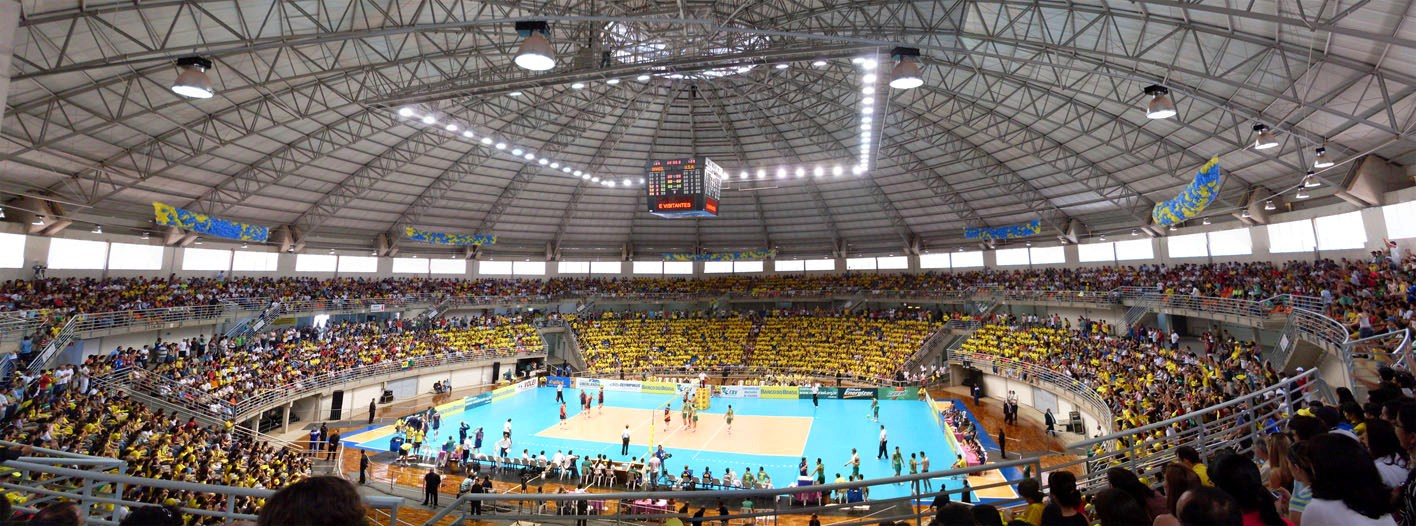
Волейбольна команда Уберландія

Уберландія знаходиться в західній частині штату Мінас-Жерайс, одному з найбагатших сільськогосподарських регіонів Бразилії, між річками Паранаїба та Гранде. З великими містами його з'єднують траси: BR-050, BR-365, BR-455, BR-452 і BR-497. Уберландія приблизно 580 км від Сан-Паулу. Існують залізниці, що з'єднують Уберландію через центральноатлантичну лінію з півночі на південь.
Уберландія — це мікрорегіон, що включає такі муніципалітети: Арапоран, Канаполіс, Каскалью-Ріко, Сентраліна, Індіанополіс, Монте-Алегрі-де-Мінас, Прата, Тупасігуара та Уберландія. У 2007 році населення цих міст становило 818 395 жителів на загальній площі.
Завдяки розташуванню та транспортному сполученню Uberlandia була обрана пунктом вільної економічної зони Манауса.
Відповідно до географічної класифікації Національного інституту географії та статистики Бразилії місто є головним муніципалітетом у Проміжному географічному регіоні Уберландія .

## Релігія
Згідно з переписом 2010 року, його громадяни є членами Римо-Католицької Церкви (54,73 %), тоді як євангельські християни складають другу за чисельністю релігійну приналежність у місті (25,23 %).

## Туризм
Місто має архітектурні, культурні та природні цінності. Ось основні визначні пам'ятки міста:
- Муніципальний ринок Уберляндії: розташований у центрі міста. Він був заснований у 1923 році, але його будівництво було розпочато лише в 1944 році, під час правління мера Васконселоса Коста, з сучасною архітектурою.
- Міський музей Уберландії: розташований у центрі міста, на площі Кларімундо Карнейро. Ця ж будівля використовувалася як Ратуша.
- Муніципальний парк Вікторія Сік'єроллі: розташований у північній зоні Уберландії. Його загальна площа становить 232 300 квадратних метрів.
- Авеню Рондона Пачеко: її вважають «гастрономічним коридором» Уберландії. Навколо нього можна знайти нічне життя в Уберландії, де є багато барів, ресторанів, кашасаріїв, піцерій, кафе, кафе з морозивом і кондитерських. По всьому проспекту розташовано понад 60 закладів.